# Champions olympiques canadiens
Liste des sportifs et sportives canadiens (par sport et par chronologie) médaillés d'or lors des Jeux olympiques d'été et d'hiver, à titre individuel ou par équipes, de 1900 à 2018.

## Jeux olympiques d'été

### Athlétisme
| Nom                                                                          | Discipline(s)                 | Année(s) |
| ---------------------------------------------------------------------------- | ----------------------------- | -------- |
| George Orton                                                                 | 2 500 mètres steeple (H)      | 1900     |
| Étienne Desmarteau                                                           | Lancer du poids 56 livres (H) | 1904     |
| Bobby Kerr                                                                   | 200 m (H)                     | 1908     |
| George Goulding                                                              | 10 km marche (H)              | 1912     |
| Tommy Thomson                                                                | 110 m haies (H)               | 1920     |
| Percy Williams                                                               | 100 m (H)                     | 1928     |
| Percy Williams                                                               | 200 m (H)                     | 1928     |
| Florence Bell, Myrtle Cook, Fanny Rosenfeld, Ethel Smith                     | 4 × 100 m (F)                 | 1928     |
| Ethel Catherwood                                                             | Saut en hauteur (F)           | 1928     |
| Duncan McNaughton                                                            | Saut en hauteur (H)           | 1932     |
| Mark McKoy                                                                   | 110 m haies (H)               | 1992     |
| Donovan Bailey                                                               | 100 m (H)                     | 1996     |
| Carlton Chambers, Robert Esmie, Glenroy Gilbert, Bruny Surin, Donovan Bailey | 4 × 100 m (H)                 | 1996     |
| Derek Drouin                                                                 | Saut en hauteur (H)           | 2016     |
| Andre De Grasse                                                              | 200 m (H)                     | 2020     |
| Damian Warner                                                                | Décathlon (H)                 | 2020     |

En 1988, aux Jeux de Séoul, Ben Johnson remporte le 100 mètres mais est disqualifié trois jours plus tard pour dopage.

### Aviron
| Nom | Discipline(s)            | Année(s) |
| --- | ------------------------ | -------- |
| Donald Arnold, Walter D'Hondt, Lorne Loomer, Archibald MacKinnon                                                                                     | Quatre sans barreur      | 1956     |
| George Hungerford, Roger Jackson | Deux sans barreur        | 1964     |
| Dean Crawford, Mark Evans, Michael Evans, Blair Horn, Brian McMahon, Grant Main, Kevin Neufeld, Paul Steele Pat Turner                               | Huit                     | 1984     |
| Kathleen Heddle, Marnie McBean | Deux sans barreuse (F)   | 1992     |
| Kathleen Heddle, Marnie McBean | Deux de couple (F)       | 1996     |
| Kirsten Barnes, Jessica Monroe, Brenda Taylor, Kay Worthington                                                                                       | Quatre sans barreuse (F) | 1992     |
| Darren Barber, Andrew Crosby, Michael Forgeron, Robert Marland, Terence Paul, Derek Porter, Michael Rascher, Bruce Robertson, John Wallace           | Huit (H)                 | 1992     |
| Jennifer Barnes, Shannon Crawford, Megan Delehanty, Kathleen Heddle, Marnie McBean, Jessica Monroe, Brenda Taylor, Lesley Thompson, Kay Worthington  | Huit (F)                 | 1992     |
| Andrew Byrnes, Kyle Hamilton, Malcolm Howard, Adam Kreek, Kevin Light, Brian Price, Benjamin Rutledge, Dominic Seiterle, Jacob Wetzel                | Huit (H)                 | 2008     |
| Lisa Roman, Kasia Gruchalla-Wesierski, Christine Roper, Andrea Proske, Susanne Grainger, Madison Mailey, Sydney Payne, Avalon Wasteneysn Kristen Kit | Huit (F)                 | 2020     |

### Boxe
| Nom            | Discipline(s)               | Année(s) |
| -------------- | --------------------------- | -------- |
| Bert Schneider | Poids mi-moyens (-66,7 kg)  | 1920     |
| Horace Gwynne  | Poids coqs (-53,5 kg)       | 1932     |
| Lennox Lewis   | Poids super-lourds (+91 kg) | 1988     |

### Canoë-kayak
| Nom                | Discipline(s)    | Année(s) |
| ------------------ | ---------------- | -------- |
| Francis Amyot      | C-1 1 000 mètres | 1936     |
| Larry Cain         | C-1 500 mètres   | 1984     |
| Hugh Fisher        | K-2 1 000 mètres | 1984     |
| Alwyn Morris       | K-2 1 000 mètres | 1984     |
| Adam van Koeverden | K-1 500 mètres   | 2004     |

### Crosse
| Nom                                                                       | Discipline(s)    | Année(s) |
| ------------------------------------------------------------------------- | ---------------- | -------- |
| Benjamin Jamieson                                                         | Tournoi masculin | 1904     |
| Jack Broderick, George Campbell, Angus Dillon, Frank Dixon, Thomas Gorman | Tournoi masculin | 1908     |

### Cyclisme
| Nom              | Discipline(s)            | Année(s) |
| ---------------- | ------------------------ | -------- |
| Lori-Ann Muenzer | Vitesse individuelle (F) | 2004     |
| Kelsey Mitchell  | Vitesse individuelle (F) | 2020     |

### Équitation
| Nom                                    | Discipline(s)               | Année(s) |
| -------------------------------------- | --------------------------- | -------- |
| James E. Day, Jim Elder, Thomas Taylor | Saut d'obstacles par équipe | 1968     |
| Éric Lamaze                            | Saut d'obstacles individuel | 2008     |

### Football
| Nom | Discipline(s) | Année(s) |
| --- | ------------- | -------- |
| Ernest Linton, Otto Christman, George Ducker, John Fraser, John Gourlay, Alexander Hall, Albert Henderson, Albert Johnson, Robert Lane, Gordon McDonald, Frederick Steep, Tom Taylor, William Twaits, Parnell Gourlay | Tournoi (M)   | 1904     |
| Janine Beckie, Kadeisha Buchanan, Gabrielle Carle, Jessie Fleming, Vanessa Gilles, Julia Grosso, Jordyn Huitema, Stephanie Labbé, Ashley Lawrence, Adriana Leon, Erin McLeod, Nichelle Prince, Quinn, Jayde Riviere, Deanne Rose, Sophie Schmidt, Desiree Scott, Kailen Sheridan, Christine Sinclair, Évelyne Viens, Shelina Zadorsky | Tournoi (F)   | 2020     |

### Golf
| Nom         | Discipline(s)    | Année(s) |
| ----------- | ---------------- | -------- |
| George Lyon | Tournoi masculin | 1904     |

### Gymnastique artistique
| Nom           | Discipline(s) | Année(s) |
| ------------- | ------------- | -------- |
| Kyle Shewfelt | Sol           | 2004     |

### Gymnastique rythmique
| Nom       | Discipline(s) | Année(s) |
| --------- | ------------- | -------- |
| Lori Fung | Individuel    | 1984     |

### Haltérophilie
| Nom              | Discipline(s) | Année(s) |
| ---------------- | ------------- | -------- |
| Christine Girard | -63 kg        | 2012     |
| Maude Charron    | -64 kg        | 2020     |

### Lutte
| Nom          | Discipline(s)                      | Année(s) |
| ------------ | ---------------------------------- | -------- |
| Daniel Igali | Lutte libre (poids légers, -69 kg) | 2000     |
| Carol Huynh  | Lutte libre (-48 kg)               | 2008     |
| Erica Wiebe  | Lutte libre (-75 kg)               | 2016     |

### Natation
| Nom              | Discipline(s)          | Année(s) |
| ---------------- | ---------------------- | -------- |
| George Hodgson   | 400 m nage libre (H)   | 1912     |
| George Hodgson   | 1 500 m nage libre (H) | 1912     |
| Victor Davis     | 200 m brasse (H)       | 1984     |
| Anne Ottenbrite  | 200 m brasse (F)       | 1984     |
| Alex Baumann     | 200 m quatre nages (H) | 1984     |
| Alex Baumann     | 400 m quatre nages (H) | 1984     |
| Mark Tewksbury   | 100 m dos (H)          | 1992     |
| Penny Oleksiak   | 100 m nage libre (F)   | 2016     |
| Margaret MacNeil | 100 m papillon (F)     | 2020     |

### Natation synchronisée
| Nom              | Discipline(s) | Année(s) |
| ---------------- | ------------- | -------- |
| Carolyn Waldo    | Solo Duo      | 1988     |
| Michelle Cameron | Duo           | 1988     |
| Sylvie Fréchette | Solo          | 1992     |

### Plongeon
| Nom            | Discipline(s)       | Année(s) |
| -------------- | ------------------- | -------- |
| Sylvie Bernier | Tremplin à 3 mètres | 1984     |

### Tennis
| Nom              | Discipline(s)    | Année(s) |
| ---------------- | ---------------- | -------- |
| Sébastien Lareau | Double messieurs | 2000     |
| Daniel Nestor    | Double messieurs | 2000     |

### Tir
| Nom              | Discipline(s)                | Année(s) |
| ---------------- | ---------------------------- | -------- |
| Walter Ewing     | Fosse olympique (125 cibles) | 1908     |
| George Genereux  | Fosse olympique              | 1952     |
| Gerald Ouellette | Carabine à 50 mètres couché  | 1956     |
| Linda Thom       | Pistolet à 25 mètres         | 1984     |

### Trampoline
| Nom                 | Discipline(s) | Année(s)   |
| ------------------- | ------------- | ---------- |
| Rosannagh MacLennan | Individuel    | 2012, 2016 |

### Triathlon
| Nom             | Discipline(s) | Année(s) |
| --------------- | ------------- | -------- |
| Simon Whitfield | Individuel    | 2000     |

## Jeux olympiques d'hiver

### Biathlon
| Nom           | Discipline(s) | Année(s) |
| ------------- | ------------- | -------- |
| Myriam Bédard | 7,5 km sprint | 1994     |
| Myriam Bédard | 15 km         | 1994     |

### Bobsleigh
| Nom                                                   | Discipline(s) | Année(s) |
| ----------------------------------------------------- | ------------- | -------- |
| Douglas Anakin, John Emery, Victor Emery, Peter Kirby | Bob à quatre  | 1964     |
| Pierre Lueders, David MacEachern                      | Bob à deux    | 1998     |
| Kaillie Humphries, Heather Moyse                      | Bob à deux    | 2010     |
| Alexander Kopacz, Justin Kripps                       | Bob à deux    | 2018     |

### Curling
| Nom                                                                          | Discipline(s)    | Année(s) |
| ---------------------------------------------------------------------------- | ---------------- | -------- |
| Jan Betker, Atina Johnston, Marcia Gudereit, Joan McCusker, Sandra Schmirler | Tournoi féminin  | 1998     |
| Mike Adam, Brad Gushue, Russ Howard, Jamie Korab, Mark Nichols,              | Tournoi masculin | 2006     |
| Adam Enright, Ben Hebert, Marc Kennedy, Kevin Martin, John Morris            | Tournoi masculin | 2010     |
| Brad Jacobs, Ryan Fry, E. J. Harnden, Caleb Flaxey                           | Tournoi masculin | 2014     |
| Jennifer Jones, Kaitlyn Lawes, Jill Officer, Dawn McEwen, Kirsten Wall       | Tournoi féminin  | 2014     |
| John Morris                                                                  | Double mixte     | 2018     |
| Kaitlyn Lawes                                                                | Double mixte     | 2018     |

### Hockey sur glace
NB : le premier tournoi olympique de hockey sur glace a lieu en 1920, aux jeux olympiques d'été d'Anvers, avant la création des jeux olympiques d'hiver.
| Nom | Discipline(s)    | Année(s) |
| --- | ---------------- | -------- |
| Robert Benson, Walter Byron, Frank Fredrickson, Chris Fridfinnson, Magnus Goodman, Haldor Halderson, Konrad Johannesson, Allan Woodman | Tournoi masculin | 1920     |
| Jack Cameron, Ernie Collett, Albert McCaffrey, Harold McMunn, Duncan Munro, Beattie Ramsay, Cyril Slater, Reginald Smith, Harry Watson | Tournoi masculin | 1924     |
| Charles Delahaye, Frank Fisher, Louis Hudson, Norbert Mueller, Herbert Plaxton, Hugh Plaxton, Roger Plaxton, John Porter, Frank Sullivan, Joseph Albert Sullivan, Ross Taylor, Dave Trottier | Tournoi masculin | 1928     |
| William Cockburn, Clifford Crowley, Albert Duncanson, George Garbutt, Roy Hinkel, Vic Lindquist, Norman Malloy, Walter Monson, Kenneth Moore, Romeo Rivers, Hack Simpson, Hugh Sutherland, Stanley Wagner, Alston Wise | Tournoi masculin | 1932     |
| Hubert Brooks, Murray Dowey, Frank Dunster, Roy Forbes, Andy Gilpin, Jean Gravelle, Ross King, Henri-André Laperrière, Louis Lecompte, Pete Leichnitz, George Mara, Albert Renaud, Reg Schroeter, Irving Taylor | Tournoi masculin | 1948     |
| George Abel, John Davies, Billie Dawe, Robert Dickson, Donald Gauf, William Gibson, Ralph Hansch, Robert Meyers, David Miller, Eric Paterson, Thomas Pollock, Allan Purvis, Gordon Robertson, Louis Secco, Francis Sullivan, Robert Watt | Tournoi masculin | 1952     |
| Curtis Joseph, Martin Brodeur, Ed Belfour, Ed Jovanovski, Chris Pronger, Scott Niedermayer, Adam Foote, Rob Blake, Eric Brewer, Al MacInnis, Mario Lemieux, Paul Kariya, Jarome Iginla, Simon Gagné, Mike Peca, Owen Nolan, Joe Nieuwendyk, Theoren Fleury, Steve Yzerman, Ryan Smyth, Brendan Shanahan, Joe Sakic, Eric Lindros                                                           | Tournoi masculin | 2002     |
| Sami Jo Small, Becky Kellar, Colleen Sostorics, Thérèse Brisson, Cherie Piper, Cheryl Pounder, Lori Dupuis, Caroline Ouellette, Danielle Goyette, Jayna Hefford, Jennifer Botterill, Hayley Wickenheiser, Dana Antal, Kelly Bechard, Tammy Shewchuk-Dryden, Kim St-Pierre, Vicky Sunohara, Isabelle Chartrand, Cassie Campbell, Geraldine Heaney                                           | Tournoi féminin  | 2002     |
| Becky Kellar, Colleen Sostorics, Charline Labonté, Cherie Piper, Cheryl Pounder, Caroline Ouellette, Danielle Goyette, Jayna Hefford, Jennifer Botterill, Hayley Wickenheiser, Kim St-Pierre, Vicky Sunohara, Cassie Campbell, Gillian Ferrari, Carla MacLeod, Meghan Agosta, Gillian Apps, Gina Kingsbury, Sarah Vaillancourt, Katie Weatherston                                          | Tournoi féminin  | 2006     |
| Charline Labonté, Kim St-Pierre, Shannon Szabados, Tessa Bonhomme, Carla MacLeod, Becky Kellar, Colleen Sostorics, Meaghan Mikkelson, Catherine Ward, Gillian Apps, Jennifer Botterill, Jayna Hefford, Haley Irwin, Rebecca Johnston, Gina Kingsbury, Caroline Ouellette, Cherie Piper, Marie-Philip Poulin, Sarah Vaillancourt, Hayley Wickenheiser                                       | Tournoi féminin  | 2010     |
| Martin Brodeur, Marc-André Fleury, Roberto Luongo, Dan Boyle, Drew Doughty, Duncan Keith, Scott Niedermayer, Chris Pronger, Brent Seabrook, Shea Weber, Patrice Bergeron, Sidney Crosby, Ryan Getzlaf, Dany Heatley, Jarome Iginla, Patrick Marleau, Brenden Morrow, Richard Nash, Mike Richards, Corey Perry, Eric Staal, Joe Thornton, Jonathan Toews                                    | Tournoi masculin | 2010     |
| Jamie Benn, Patrice Bergeron, Jay Bouwmeester, Jeff Carter, Sidney Crosby, Drew Doughty, Matthew Duchene, Ryan Getzlaf, Dan Hamhuis, Duncan Keith, Chris Kunitz, Roberto Luongo, Patrick Marleau, Richard Nash, Corey Perry, Patrick Sharp, Mike Smith, Alex Pietrangelo, Carey Price, Martin St-Louis, Pernell Karl Subban, John Tavares, Jonathan Toews, Marc-Édouard Vlasic, Shea Weber | Tournoi masculin | 2014     |
| Meghan Agosta, Gillian Apps, Mélodie Daoust, Laura Fortino, Jayna Hefford, Haley Irwin, Brianne Jenner, Rebecca Johnston, Charline Labonté, Geneviève Lacasse, Jocelyne Larocque, Meaghan Mikkelson, Caroline Ouellette, Marie-Philip Poulin, Lauriane Rougeau, Natalie Spooner, Shannon Szabados, Jennifer Wakefield, Catherine Ward, Tara Watchorn, Hayley Wickenheiser                  | Tournoi féminin  | 2014     |

### Patinage artistique
| Nom                                                                           | Discipline(s)       | Année(s) |
| ----------------------------------------------------------------------------- | ------------------- | -------- |
| Barbara Ann Scott                                                             | Simple dames        | 1948     |
| Robert Paul, Barbara Wagner                                                   | Couple              | 1960     |
| David Pelletier, Jamie Salé                                                   | Couple              | 2002     |
| Scott Moir                                                                    | Danse sur glace     | 2010     |
| Scott Moir                                                                    | Danse sur glace     | 2018     |
| Scott Moir                                                                    | Épreuve par équipe  | 2018     |
| Tessa Virtue                                                                  | Danse sur glace     | 2010     |
| Tessa Virtue                                                                  | Danse sur glace     | 2018     |
| Tessa Virtue                                                                  | Épreuve par équipe  | 2018     |
| Patrick Chan, Gabrielle Daleman, Meagan Duhamel, Kaetlyn Osmond, Eric Radford | Épreuve par équipes | 2018     |

### Patinage de vitesse
| Nom                  | Discipline(s) | Année(s) |
| -------------------- | ------------- | -------- |
| Gaétan Boucher       | 1 000 mètres  | 1984     |
| Gaétan Boucher       | 1 500 mètres  | 1984     |
| Catriona Le May Doan | 500 mètres    | 1998     |
| Catriona Le May Doan | 500 mètres    | 2002     |
| Cindy Klassen        | 1 500 mètres  | 2006     |
| Clara Hughes         | 5 000 mètres  | 2006     |
| Christine Nesbitt    | 1 000 mètres  | 2010     |
| Mathieu Giroux       | Poursuite     | 2010     |
| Lucas Makowsky       | Poursuite     | 2010     |
| Denny Morrison       | Poursuite     | 2010     |
| Ted-Jan Bloemen      | 10 000 mètres | 2018     |

### Patinage de vitesse sur piste courte
| Nom                     | Discipline(s)                               | Année(s)           |
| ----------------------- | ------------------------------------------- | ------------------ |
| Angela Cutrone          | Relais 3 000 mètres                         | 1992               |
| Sylvie Daigle           | Relais 3 000 mètres                         | 1992               |
| Nathalie Lambert        | Relais 3 000 mètres                         | 1992               |
| Annie Perreault         | Relais 3 000 mètres 500 mètres              | 1992 · 1998        |
| Éric Bédard             | Relais 5 000 mètres                         | 1998, 2002         |
| Derrick Campbell        | Relais 5 000 mètres                         | 1998               |
| François Drolet         | Relais 5 000 mètres                         | 1998               |
| Marc Gagnon             | Relais 5 000 mètres 500 mètres              | 1998, 2002 · 2002  |
| Jonathan Guilmette      | Relais 5 000 mètres                         | 2002               |
| François-Louis Tremblay | Relais 5 000 mètres                         | 2002, 2010         |
| Mathieu Turcotte        | Relais 5 000 mètres                         | 2002               |
| Charles Hamelin         | 500 mètres Relais 5 000 mètres 1 500 mètres | 2010 · 2010 · 2014 |
| Guillaume Bastille      | Relais 5 000 mètres                         | 2010               |
| François Hamelin        | Relais 5 000 mètres                         | 2010               |
| Olivier Jean            | Relais 5 000 mètres                         | 2010               |
| Samuel Girard           | 1 000 mètres                                | 2018               |

### Skeleton
| Nom            | Discipline(s) | Année(s) |
| -------------- | ------------- | -------- |
| Duff Gibson    | Individuel    | 2006     |
| Jon Montgomery | Individuel    | 2010     |

### Ski acrobatique
| Nom                     | Discipline(s) | Année(s)   |
| ----------------------- | ------------- | ---------- |
| Jean-Luc Brassard       | Bosses        | 1994       |
| Jennifer Heil           | Bosses        | 2006       |
| Alexandre Bilodeau      | Bosses        | 2010, 2014 |
| Ashleigh McIvor         | Ski cross     | 2010       |
| Justine Dufour-Lapointe | Bosses        | 2014       |
| Dara Howell             | Slopestyle    | 2014       |
| Marielle Thompson       | Ski cross     | 2014       |
| Mikaël Kingsbury        | Bosses        | 2018       |
| Cassie Sharpe           | Half-pipe     | 2018       |
| Brady Leman             | Ski cross     | 2018       |
| Kelsey Serwa            | Ski cross     | 2018       |

### Ski alpin
| Nom                | Discipline(s) | Année(s) |
| ------------------ | ------------- | -------- |
| Anne Heggtveit     | Slalom        | 1960     |
| Nancy Greene       | Slalom géant  | 1968     |
| Kathy Kreiner      | Slalom géant  | 1976     |
| Kerrin Lee-Gartner | Descente      | 1992     |

### Ski de fond
| Nom              | Discipline(s)           | Année(s) |
| ---------------- | ----------------------- | -------- |
| Beckie Scott     | 10 kilomètres poursuite | 2002     |
| Chandra Crawford | Sprint                  | 2006     |

### Snowboard
| Nom                | Discipline(s)          | Année(s) |
| ------------------ | ---------------------- | -------- |
| Ross Rebagliati    | Slalom géant           | 1998     |
| Maëlle Ricker      | Cross                  | 2010     |
| Jasey Jay Anderson | Slalom géant parallèle | 2010     |
| Sébastien Toutant  | Big air                | 2018     |
| Maxence Parrot     | Slopestyle             | 2022     |